# غريغ إفيغان
غريغ إفيغان (بالإنجليزية: Greg Evigan)‏ مواليد 14 أكتوبر 1953 في نيوجيرسي، الولايات المتحدة، هو ممثل ومنتج أمريكي بدأ مسيرته الفنية سنة 1976.

## الأعمال
- دالاس
- ون داي آت أتايم
- ماتلوك
- ملروس بليس
- ممسوس بملاك
- جاغ
- سي إس آي: ميامي
- ربات بيوت يائسات
- كولد كيس
- سي اس آي: التحقيق في موقع الجريمة
- بونز
- طيور الرعب

## وصلات خارجية
- غريغ إفيغان على موقع IMDb (الإنجليزية)
- غريغ إفيغان على موقع ألو سيني (الفرنسية)
- غريغ إفيغان على موقع ميوزك برينز (الإنجليزية)
- غريغ إفيغان على موقع أول موفي (الإنجليزية)
- غريغ إفيغان على موقع قاعدة بيانات برودواي على الإنترنت (الإنجليزية)
- غريغ إفيغان على موقع قاعدة بيانات الأفلام السويدية (السويدية)
- غريغ إفيغان على موقع إن إن دي بي (الإنجليزية)
- غريغ إفيغان على موقع قاعدة بيانات الفيلم (الإنجليزية)
- غريغ إفيغان على موقع كينوبويسك (الروسية)
- الموقع الرسمي